# Cyphopterum grancanariense
Cyphopterum grancanariense är en insektsart som beskrevs av Lindberg 1954. Cyphopterum grancanariense ingår i släktet Cyphopterum och familjen Flatidae. Inga underarter finns listade i Catalogue of Life.